# Jan Harry Persson
Jan Harry Persson, född  20 april 1924 i Annelöv, död 22 september 2020 i Malmö, var en svensk målare och grafiker.
Han var son till köpmannen Hans Erland Persson och Nelly Lindahl-Jakobsson och från 1954 gift med reklamtecknaren och journalisten Inger Karin Gertrud Staehr-Persson. Persson studerade vid Essemskolan i Malmö 1949–1954 samt under studieresor till Frankrike och Grekland. Separat ställde han ut i Limhamn 1959 och har därefter ställt ut separat ett 20-tal gånger bland annat på Galerie Æsthetica och på gallerie Ping Pong 2017. Han medverkade i samlingsutställningar med Grupp 51, Hörby konstförening, Helsingborgs konstförening och Skånes konstförening totalt har han medverkat i ett 100 samlingsutställningar i Sverige, Tyskland, Frankrike, Norge och Danmark. Tillsammans med Torsten Ridell ställde han ut i Trelleborg 2009. Bland hans offentliga arbeten märks utsmyckningar för Malmö Allmänna sjukhus, Högaholmsskolan i Malmö, Länsstyrelsen i Malmö samt Stortorget i Svedala. Han tilldelades Malmö stads kulturstipendium 1968, Skånes konstförenings stipendium 1979 samt ett antal Statliga stipendier. Hans konst består av stilleben, porträtt, modellstudier och landskap utfärda i olja eller akvarell. Persson är representerad vid Statens konstråd, Kalmar konstmuseum, Malmö museum och Västerås konstmuseum. 
Han utgav år 2015 memoarboken Malmöliv före Malmö Live (EklundhPaglert). Jan Harry Persson är gravsatt i minneslunden på Gamla kyrkogården i Malmö.